# Biotopo di San Daniele
Il Lago Verde è un biotopo di Torreglia in provincia di Padova, in Veneto. Il biotopo, rappresenta un tipico esempio di zona umida ad alta valenza naturalistica. È una delle ormai rare zone umide dei Colli Euganei. È inserito nel progetto LIFE Natura dell'Ministero dell'Ambiente.

## Storia
Il lago artificiale, venne creato in seguito all'escavazione dell'argilla che veniva utilizzata nelle vicine fornaci di Monteortone tra Teolo e Abano Terme.

## Specie animali
Al suo interno, vivono alcune specie animali tra cui vi sono la carpa, la testuggine europea, la garzetta, l'airone cinerino.